# Miagrammopes pinopus
Espèce
Miagrammopes pinopus est une espèce d'araignées aranéomorphes de la famille des Uloboridae.

## Distribution
Cette espèce est endémique de Saint John aux îles Vierges des États-Unis,.

## Description
La femelle holotype mesure 6,9 mm.

## Publication originale
- Chickering, 1968 : The genus Miagrammopes (Araneae, Uloboridae) in Panama and the West Indies. Breviora, no 289, p. 1-28 (texte intégral).